# Санкт-Петербургский частный коммерческий банк

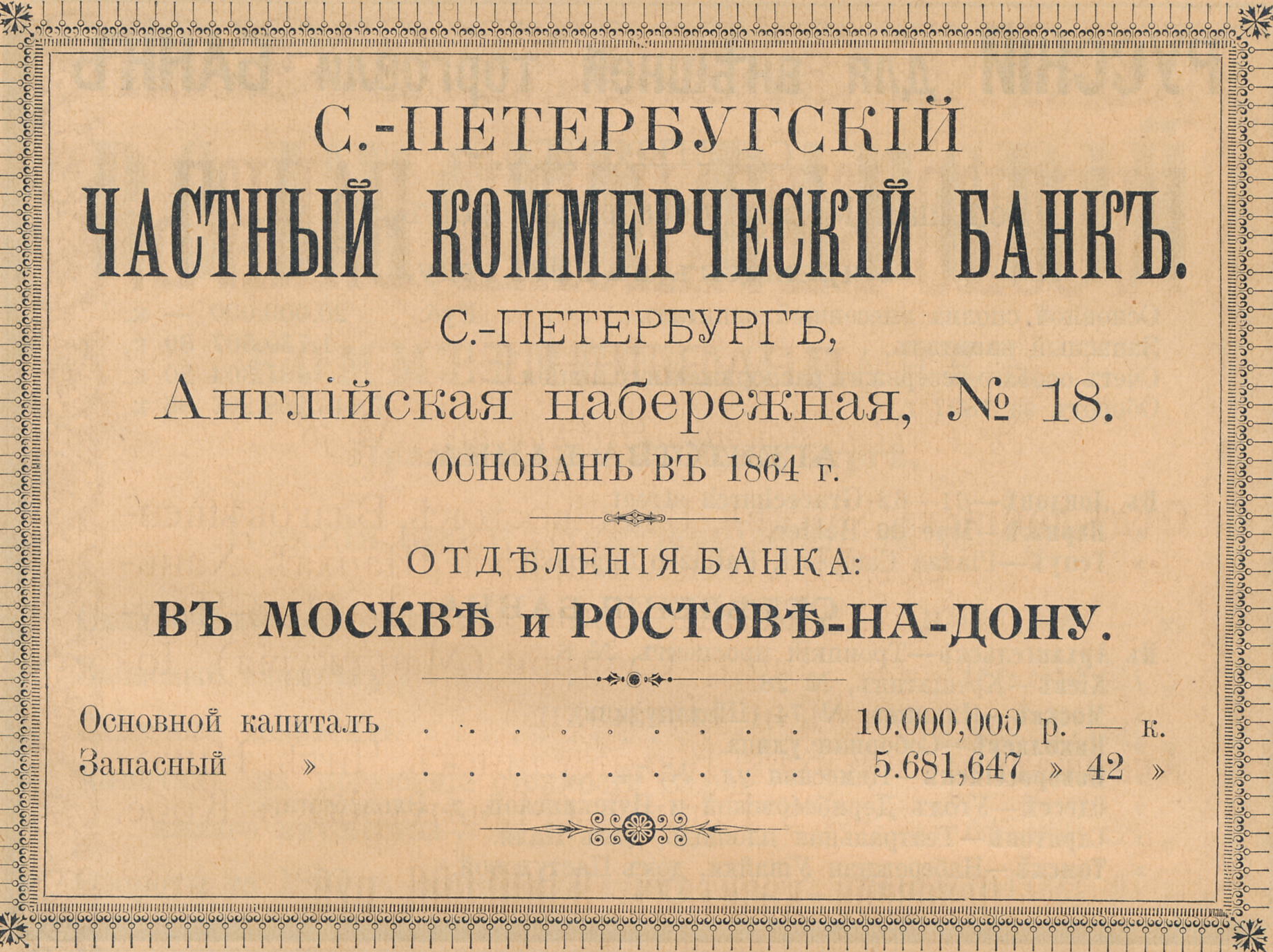
Реклама банка, справочник «Весь Петербург», 1899 год.

Санкт-Петербургский частный коммерческий банк — первый российский акционерный коммерческий банк, работавший в 1864—1917 годах.

## История
Устав банка был утвержден Александром II 28 июля (9 августа) 1864 года.
Основной капитал банка определялся в 10 миллионов рублей (§ 3) и распределялся на 40 тысяч акций по 250 рублей каждая, из этих акций первоначальному выпуску подлежала половина, вторая половина могла быть выпущена позже по постановлению общего собрания акционеров и с разрешения министра финансов (§ 4).
В § 1 устава были указаны следующие учредители банка: барон Людвиг Гауф, Григорий Елисеев — коммерции советник, Роберт Клеменц — коммерции советник, Егор Брандт — коммерции советник, Ф. Мори — представитель торгового дома Асмус Симонсен и К°, Эдуард Казалет — С.-Петербургский 1-й гильдии купец.
|  |  |  |  |  |

По рекомендации барона А. Л. Штиглица многие банкирские дома Берлина, Лондона, Амстердама, Гамбурга, Парижа и Вены подписались на акции банка общей стоимостью 1 млн рублей. Первым директором банка был назначен Е. Е. Брандт.
В 1866 году было высочайше разрешено принимать акции банка в казенные залоги для обеспечения платежа рассроченного акциза за вино и таможенных пошлин.
В 1871 году банку было высочайше разрешено проведение за свой счет операций с государственными ценными бумагами, при этом сумма таких операций ограничивалась 4 млн рублей.

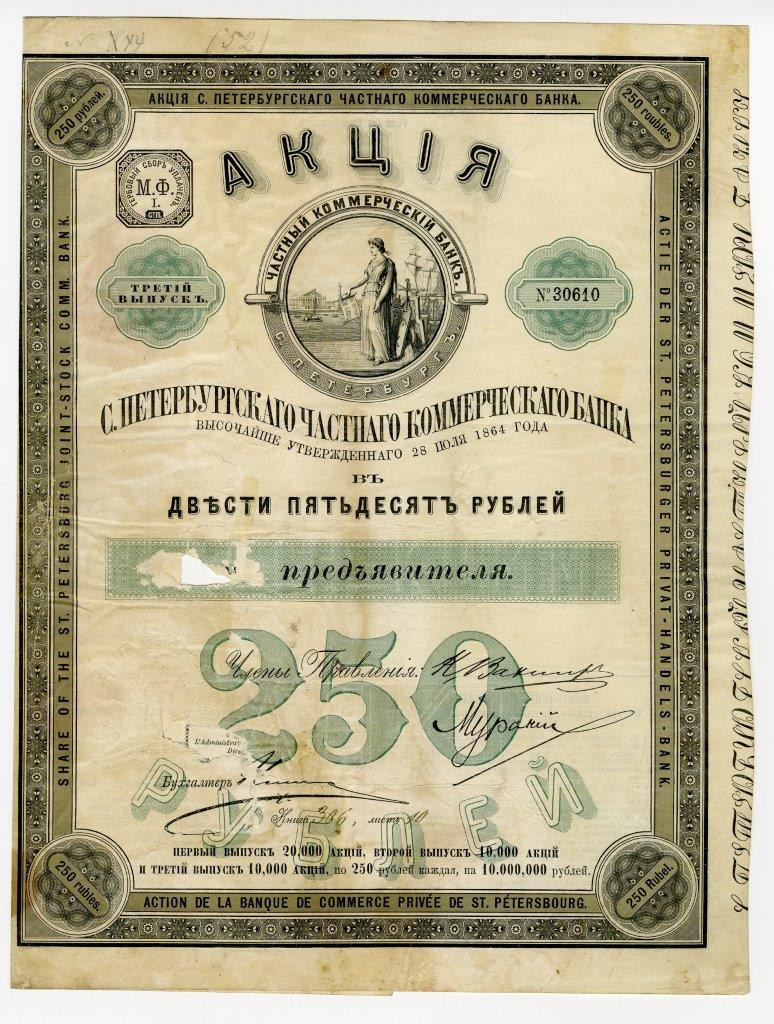
250-рублёвая акция банка на предъявителя, 1898 год

На первом этапе своей деятельности (1864—1872) банк в основном кредитовал сделки на Санкт-Петербургской бирже и строительство железных дорог. Дела шли успешно, дивиденды в эти годы составляли от 9 до 16 %. Но в 1872 году коммерции советник Фейгин не вернул банку в срок процентные бумаги на значительную по тем временам сумму в 410 тыс. руб. Банк обратился в суд с иском к поручителю Фейгина купцу И. П. Сазикову, но проиграл дело в первой инстанции. В это же время прекратил платежи банку крупный биржевой маклер Г. А. Марк. Эти события дали повод конкурентам банка для распространения слухов о его несостоятельности, в результате началась паника среди вкладчиков банка — в течение мая 1873 года они сняли со своих счетов в банке 8,5 млн руб. Банк был на грани банкротства, но устоял благодаря ссудам, выданным правительством. В 1874 году банк выиграл во второй инстанции дело против купца И. П. Сазикова и взыскал с него 410 тыс. руб. Задолженность маклера Г. А. Марка вернуть не удалось, и общие потери банка за этот сложный период составили 543 тыс. руб. Уже в 1874 году банк вернул ссуды правительству и обеспечил дивиденд в размере 4 %.
В дальнейшем банк стал активнее участвовать в кредитовании промышленности и успешно действовал вплоть до экономического кризиса начала XX века. В 1895 году банк приобрел за 680 тыс. руб. дом № 46 по Невскому проспекту для размещения своего правления, но затем планы банка изменились, и в 1899 году здание было перепродано за 1 миллион 140 тысяч рублей Московскому купеческому банку. С 1900 года банк испытывал значительные затруднения, которые удалось преодолеть только после 1910 года благодаря помощи Министерства финансов и привлечению крупных французских инвесторов. В 1912 году банк вошел в группу банков, купивших за 6 млн рублей находившийся в упадке Невский завод. В 1913 году основной капитал банка составил 40 млн руб. В последние годы своей деятельности активно взаимодействовал с Русско-Азиатским банком на основе заключенного с ним соглашения о сотрудничестве. Входил в первую десятку крупнейших банков России.
После Октябрьской революции вместе с другими частными банками был ликвидирован (национализирован) присоединением к Государственному банку декретом ВЦИК от 14 [27] декабря 1917 года. Декретом Совнаркома от 23 января [5 февраля] 1918 года акционерный капитал банка, наряду с акционерными капиталами других частных банков, был конфискован в пользу Государственного банка Российской Республики.

## Особенности устава

### Первая редакция
Количество членов правления — 7, включая директора. При правлении должны были состоять 2 депутата с совещательным голосом, обязанные наблюдать за исполнением устава. На общем собрании акционеров каждые 25 акций давали 1 голос, но никто не мог иметь более 5 голосов от своего имени и более 10 от своего имени и по доверенностям.
В течение первых 10 лет действовали дополнительные статьи устава, оговаривающие особые права и обязанности Госбанка как акционера Санкт-Петербургского частного коммерческого банка. Госбанк приобретал 40 тысяч акций на сумму 1 млн рублей и имел право на дивиденды только с той части прибыли, которая превышала 5 % внесенного складочного капитала. Министерство финансов назначало по одному члену правления и депутату.

### Основные изменения устава
В 1908 году основной капитал был понижен до 8 млн рублей, в 1910 — увеличен до 12 млн руб. с правом дальнейшего повышения. В 1899 году банк получил право выдавать ссуды в неограниченном размере, в 1908 году — право принимать в залог недвижимое имущество. В 1909 году были упразднены должности депутатов и введен новый орган управления — совет, имевший исключительное право выдвижения кандидатур членов правления для их утверждения общим собранием акционеров. В 1910 году членам правления было предоставлено право голосовать письменно и по телеграфу.

## Руководство

### Председатели правления
|  |  |  |  |  |  |

- Гауф Людвиг А., барон (1864—1867)
- Гирс Александр Карлович (1864—1875) — представитель Министерства финансов, действительный тайный советник
- Елисеев Григорий Петрович (1875—1882) — коммерции советник
- Елисеев Александр Григорьевич (1882—1884) — предприниматель, сын Григория Петровича Елисеева
- Юнкер Ф. В. (1884—1885)
- Сименс Карл Федорович (1885—1894)
- Прохоров Александр Яковлевич (1894—1896)
- Вахтер Константин Логинович (1896—1906)
- Голубев Валентин Яковлевич (1906—1908)
- Ковалевский Владимир Иванович (1908—1909) — ученый, предприниматель
- Давидов Алексей Августович (1909—1916) — предприниматель
- Светлицкий Александр Иванович (1916—1917)

### Директора
- Брандт Егор Егорович (1864—1890) — коммерции советник
- Мураний Альфред Иванович (1890—1900, 1902—1906)
- Грубе Адольф Иванович (1901)
- Голубев Валентин Яковлевич (1906—1908)
- Липпе Оттон Оттонович (1907)
- Гонвери Михаил Антонович (1907)
- Ковалевский Владимир Иванович (1908—1909)
- Давидов Алексей Августович (1909—1916)
- Нидермейер Федор Федорович (1916—1917)
- Гинзбург Моисей Акимович (1917)[источник не указан 2241 день]

### Члены правления
- Алексеев П. И. (1870—1873)
- Банг И. А. (1884—1891)
- Бернард Александр Александрович (1907—1908)
- Блесиг, Э. (1873)
- Брандт Егор Егорович (1864—1890) — коммерции советник, председатель Санкт-Петербургского биржевого комитета
- Брандт Юлиус Адольфович (1904—1908)
- Брейтель, де, виконт (1910—1915)
- Бруевич Василий Федорович (1894—1897)
- Буске, Г. (1909—1917)
- Бутович Николай Иванович (1907—1908)
- Вахтер Константин Логинович (1896—1908)
- Витт П. П. (1870—1872)
- Вогау, Гуго (1884—1886) — предприниматель
- Гауф Людвиг А. (1864—1867) — барон
- Гей Фома Яковлевич (1916—1917)
- Гейслер К. Ф. (1873—1883)
- Гирс Александр Карлович (1864—1875)
- Голубев Валентин Яковлевич (1906—1908)
- Громме, В. (1873)
- Грубе Адольф Иванович (1897—1907)
- Давидов Алексей Августович (1909—1916)
- Дорн Борис Борисович (1899—1908)
- Елисеев Александр Григорьевич (1882—1884) — сын Григория Петровича Елисеева
- Елисеев Григорий Петрович (1864—1882) — коммерции советник
- Жюттинг, Карл (1864—1869)
- Казалет Эдуард Петрович (1864—1869) — купец 1-й гильдии, пивовар, потомственный почетный гражданин
- Кан М. Г. (1887—1888)
- Кассель, Виталь (1909)
- Келер Владимир Константинович (1913—1916)
- Клейбер Адольф Карлович (1916—1917)
- Клеменц Роберт И. (1864—1865) — коммерции советник
- Ковалевский Владимир Иванович (1908—1909)
- Колли, Я. (1897—1899)
- Кох Франц Францевич (1909—1913)
- Крон И. И. (1874—1882)
- Лерхе Герман Германович (1903—1905) — финансист, политический деятель
- Ломбардо Г. Р. (1909—1910)
- Лост, И. (1909—1913)
- Маркозов Владимир Васильевич (1916—1917)
- Мори, Ф. (1864—1866)- представитель торгового дома Асмус Симонсен и К°
- Мураний Альфред Иванович (1889—1906)
- Орлов Афиноген Алексеевич (1897—1902) — генерал-лейтенант
- Пакшвер Максим Савельевич (1910—1915)
- Паница, Е. С. (1911—1914)
- Полежаев Борис Константинович (1909—1916)
- Прохоров Александр Яковлевич (1883—1896)
- Растеряев Григорий Сергеевич (1873—1884) — купец 1-й гильдии, коммерции советник, потомственный почетный гражданин
- Рубинштейн Дмитрий Леонович (Львович) (1907—1908) — финансист, предприниматель
- Савин И. К. (1868—1870)
- Сан-Галли Франц Карлович (1891—1895) — предприниматель, действительный статский советник
- Светлицкий Александр Иванович (1916—1917)
- Сименс Карл Федорович (1885—1894)
- Смирнов Николай Ард. (1909—1916)
- Тайцлин Моисей Евсеевич (1916)
- Тюрстиг, Эдуард (1866—1873) — представитель торгового дома Асмус Симонсен и К°
- Фредерикс Альфред Альфредович (1915—1916)
- Целибеев Федор Николаевич (1873—1895)
- Шарпантье, Ю. (1913—1915)
- Шитов Александр Трофимович (1894—1901) — потомственный почетный гражданин
- Шпигель Рудольф Карлович (1890—1893)
- Эбсворт Э. Я. (1886—1889)
- Эстеррейх, Л. (1871—1872)
- Юнкер Ф. В. (1884—1886)

### Депутаты
- Алексеев П. И. (1868—1870)
- Воейков А. Н. (1907—1910)
- Глушков Е. К. (1907—1909)
- Гревениц Александр Федорович, барон (1891—1901)
- Манн И. А. (1870—1892) — статский советник
- Менд, Ф., барон (1906—1907)
- Савин И. К. (1864—1868) — коммерции советник
- Саломе Р. К. (1901—1906)
- Сеземан, Э. (1892—1902)
- Торнтон, Г. (1909—1910)
- Фосс Е. К. (1902—1907)
- Хитрово Василий Николаевич (1864—1891) — финансист, общественный деятель

### Члены совета
- Геннерт Аркадий Иванович (1910—1914) — вице-председатель совета банка
- Гонцкевич Евгений Иосифович (1916—1917) — предприниматель, архитектор
- Добрынин Федор Александрович (1914—1915)
- Дорн Борис Борисович (1911—1916)
- Залшупин Манай Соломонович (1916—1917)
- Келер Владимир Константинович (1911—1913)
- Клейбер Адольф Карлович (1910—1915)
- Колетт, П. (1910—1913)
- Кох Франц Францевич (1913—1916)
- Молодовский Михаил Николаевич (1916—1917)
- Немировский Леонид Борисович (1916—1917)
- Олсуфьев Дмитрий Адамович, граф (1916—1917) — общественный деятель, действительный статский советник
- Ормессон, Оливье де, граф (1910—1914) — председатель совета банка
- Пакшвер Максим Савельевич (1915—1916)
- Поляк Михаил Григорьевич (1910—1915)
- Ратьков-Рожнов Ананий Владимирович (1914—1915) — действительный статский советник
- Тимирязев Виталий Константинович (1916—1917)
- Триполитов Михаил Николаевич (1915—1917) — председатель совета банка, член Государственного совета
- Фурту, Барди Л. де (1910—1916)
- Ханенко Богдан Иванович (1916—1917) — предприниматель
- Цвылев Николай Степанович (1910—1916)
- Чумаков Иван Николаевич (1916—1917)
- Шитов Иван Алексеевич (1910—1915)
- Шкафф Марк Давидович (1916)

## Показатели деятельности
|  |  |  |  |  |  |  |

## Благотворительность
- 1877 год — пожертвование 20 тыс. руб. в пользу семейств воинов, убитых в Русско-турецкой войне.
- 1904 год — пожертвование 20 тыс. руб. в пользу раненых на Русско-японской войне и их семейств.
- 1905 год — пожертвование 20 тыс. руб. в пользу раненых на Русско-японской войне и их семейств.
- 1913 год — «крупное пожертвование» (размер не опубликован) на благотворительные дела в связи с 300-летием дома Романовых.

## Адреса правления в Санкт-Петербурге
- 1864—1904 — Английская наб., 18, особняк г-жи Гардер (с 1864 года — аренда, с 1872 года — собственность банка, стоимость приобретения — 120 000 руб.).
- 1904—1911 — Невский проспект, 28, Дом компании «Зингер» (аренда).
- 1911—1917 — Невский проспект, 1 (собственность банка, стоимость приобретения и реконструкции — 1 591 000 руб.).

|  |  |  |